# Giro di Romagna 1913
Il Giro di Romagna 1913, quarta edizione della corsa, si svolse il 14 giugno 1913 su un percorso di 306 km. Per la prima volta il Giro di Romagna si disputò dopo il Giro d'Italia.
La novità del percorso fu rappresentata dallo sconfinamento nel Bolognese: si doveva infatti percorrere la Strada San Vitale fino a Bologna e poi la Via Emilia da Bologna ad Imola. Il resto del percorso rimase pressoché invariato. Per questo motivo il tracciato superava abbondantemente i 300 km complessivi. Gli organizzatori decisero allora di togliere la salita del Monte Trebbio, lasciando solo quella di San Marino. La lunghezza della corsa fu di 308 km. La partenza fu fissata alle 8 e l'arrivo fu previsto per le 18:55.
Dario Beni, vincitore nel 1912, si iscrisse per tentare il bis. Luigi Ganna si presentò per la quarta volta su quattro edizioni. Il giovane Costante Girardengo era al suo secondo Giro. Tutti e furono costretti al ritiro: Beni per caduta, Ganna per mancanza di rifornimenti e Girardengo per incidente meccanico.

Tagliò per primo il traguardo Angelo Gremo, che completò il percorso in 10h25'54", precedendo di oltre sei minuti Pierino Albini e di oltre 15 Ezio Corlaita. Fu la prima vittoria di un Giro di Romagna per distacco.
I corridori che giunsero all'arrivo furono 16 sui 60 partenti.

## Ordine d'arrivo
| Pos. | Corridore          | Squadra        | Tempo      |
| ---- | ------------------ | -------------- | ---------- |
| 1    | Angelo Gremo       | Peugeot-Wolber | 10h25'54"  |
| 2    | Pierino Albini     | Legnano        | a 6'19"    |
| 3    | Ezio Corlaita      | Stucchi        | a 15'40"   |
| 4    | Giuseppe Azzini    | OTAV           | s.t.       |
| 5    | Giovanni Cervi     | Gerbi          | s.t.       |
| 6    | Carlo Durando      | Peugeot-Wolber | a 23'42"   |
| 7    | Clemente Canepari  | Legnano        | s.t.       |
| 8    | Camillo Bertarelli | Ganna          | a 47'49"   |
| 9    | Alfonso Calzolari  | Stucchi        | s.t.       |
| 10   | Fedele Dradi       | -              | s.t.       |
| 11   | Luigi Lucotti      | Maino          | a 1h05'29" |
| 12   | Giovanni Geminiani | -              | a 1h09'31" |
| 13   | Riccardo Palea     | -              | s.t.       |
| 14   | Cesare Zini        | -              | s.t.       |
| 15   | Mansueto Cantoni   | -              | s.t.       |
| 16   | Armando Cantoni    | -              | s.t.       |